# Berylliumbromid
Berylliumbromid ist das Berylliumsalz der Bromwasserstoffsäure.

## Herstellung
Berylliumbromid wird durch die Einwirkung von gasförmigen Brom auf eine Mischung von Berylliumoxid und Kohlenstoff bei 1100 bis 1200 °C hergestellt. Dabei wird Kohlenmonoxid frei.
{\displaystyle \mathrm {BeO+Br_{2}+C\ {\xrightarrow {\text{1400 K}}}\ BeBr_{2}+CO\uparrow } }
Es kann auch aus den Elementen oder aus Berylliumcarbid und elementarem Brom bei 500–700 °C hergestellt werden.
{\displaystyle \mathrm {Be+Br_{2}\ {\xrightarrow {\text{800 K}}}\ BeBr_{2}} }
Ebenso ist die Reaktion von Berylliumoxid und Bromwasserstoff möglich.
{\displaystyle \mathrm {BeO+2\ HBr\longrightarrow BeBr_{2}+H_{2}O} }

## Eigenschaften
Berylliumbromid ist ein sehr hygroskopisches weißes Pulver, das im orthorhombischen System kristallisiert. Die Gitterparameter betragen a = 10,32 Å, b = 5,52 Å und c = 5,54 Å. Seine Schmelzenthalpie beträgt 9,80 kJ/mol. In der Dampfphase existiert es als Dimer.
Im Jahre 2020 wurde ein weiteres Polymorph veröffentlicht, welches im tetragonalen Kristallsystem kristallisiert. Die Gitterparameter betragen a = 11,21 Å b = 11,21 Å und c = 19,29 Å.